# Grijze zeebaars
De grijze zeebaars of grijze snapper (Lutjanus griseus) is een straalvinnige vis uit de familie van de snappers (Lutjanidae) en behoort derhalve tot de orde van de baarsachtigen (Perciformes). De vis kan een lengte bereiken van 89 cm. De hoogst geregistreerde leeftijd is 21 jaar.

## Leefomgeving
De grijze zeebaars komt zowel in zoet- als zout water voor. Ook in brak water is de soort waargenomen. De vis prefereert een subtropisch klimaat en leeft hoofdzakelijk in de Atlantische Oceaan, op dieptes tussen 5 en 180 meter.

## Relatie tot de mens
De grijze zeebaars is voor de visserij van aanzienlijk commercieel belang. In de hengelsport wordt er weinig op de vis gejaagd. Tevens wordt de soort gevangen voor commerciële aquaria.
Voor de mens is de grijze zeebaars potentieel gevaarlijk, omdat er vermeldingen van ciguatera-vergiftiging zijn geweest.